# Toxicóforos
Un toxicóforo es una característica o grupo dentro de una estructura química que se cree es responsable de las propiedades tóxicas, en forma directa o por medio de activación metabólica.
Una sustancia tóxica ejerce su toxicidad a través de la interacción (enlace covalente o oxidación) con una macromolécula celular, tales como una proteína o ADN. Esto causa cambios en la bioquímica y fisiología celular normal originando efectos tóxicos.
Ocasionalmente, el toxicóforo requiere bioactivación, modificado por una enzima, para producir una especie química más reactiva que sea capaz de unirse covalentemente a macromoléculas celulares. Generalmente, compuestos químicos diferentes que contienen el mismo toxicóforo originan efectos tóxicos similares dentro del mismo sistema de órganos o área del cuerpo.

## Aplicación en la “Toxicología in silico”
Este concepto de toxicóforo se ha ido desarrollando mucho en los últimos años paralelamente al gran desarrollo de la química computacional y ha servido para desarrollar una nueva metodología de cara al estudio del perfil farmacológico y toxicológico de los compuestos químicos, junto con el desarrollo de estudios clínicos y la revisión de la literatura científica o la obtención de datos de estructuras análogas. Este campo en desarrollo es lo que llamamos toxicología in silico.
Estos métodos computacionales buscan complementar los métodos de estudio de la toxicidad ya existentes, in vitro e in vivo, y tener el potencial de minimizar el uso de animales de experimentación, reducir el coste y el tiempo que requerían estos ensayos, y además, mejorar la predicción toxicológica, así como la evaluación de la seguridad de los fármacos. Una ventaja única de estos métodos informáticos sobre los otros descritos es la capacidad de estimar la posible toxicidad de los compuestos antes de que sean sintetizados.
La toxicología in silico engloba una amplia variedad de herramientas informáticas: bases de datos para almacenar la información sobre los compuestos, su toxicidad y las propiedades químicas; software para generar los descriptores moleculares; herramientas de simulación de sistemas biológicos y dinámica molecular; métodos de modelado para la predicción de la toxicidad; paquetes estadísticos y software para generar los modelos predictivos; sistemas especializados que incluyan modelos prediseñados en servidores web o aplicaciones independientes para predecir la toxicidad y finalmente, herramientas de visualización.
Al fin y al cabo, estos sistemas de predicción por ordenador elaboran a partir de la información científica disponible, la identificación de toxicidad asociada a grupos estructurales específicos, los “toxicóforos”. A partir de esta información, se desarrolla un sistema basado en alertas.Debido a que este sistema se desarrolla con datos científicos existentes, los resultados dependerán del nivel de fiabilidad de los mismos, y con estos datos se podrá asignar un valor de probabilidad a la aparición de toxicóforos, siendo así útiles en el diseño de fármacos para determinar cómo éstos deben ser modificados para reducir su toxicidad.

### Predicción de los mecanismos de acción tóxica de fármacos
Los mecanismos por los que se da la toxicidad de los fármacos son muy numerosos, diversos y, en muchos casos, todavía no los hemos llegado a entender del todo. Por lo que se sabe hasta ahora, podemos decir que el efecto tóxico es el resultado de una interacción inicial del fármaco a nivel molecular, que luego resulta en una cascada de eventos celulares, que acaban dando lugar al efecto tóxico observable. Cada uno de los pasos que se llevan a cabo pueden ser conocidos de forma individual, pero en casi ningún caso hay un conocimiento claro del conjunto del proceso tóxico. Este desconocimiento que existe del proceso completo de toxicidad de los fármacos hace que se haga difícil la predicción de qué fármacos van a tener un efecto tóxico o no, y en caso afirmativo, de qué manera lo harán.
A pesar de esta gran dificultad que supone conocer los mecanismos completos, una cosa que sabemos y que parece que puede aplicarse a todos los compuestos es el evento molecular iniciador de todo el proceso.  Este evento se puede definir como esa primera interacción que se da entre el contexto biológico en el que se está evaluando la toxicidad, y que es vital para el desarrollo del proceso tóxico que se va a desencadenar y cuyo resultado final vamos a poder observar.
Estos eventos iniciadores son el primer paso del concepto que tanto se empieza a utilizar hoy en día en el campo de la ecotoxicología, los AOP (Adverse Outcome Pathways), que podríamos traducir como rutas moleculares que resultan en un efecto tóxico. El objetivo de limitar la visión de las rutas toxicológicas a procesos moleculares es una manera de hacer un intento de comprender mejor las causas de la toxicidad usando métodos in vitro, o los métodos in silico de los que aquí estamos hablando.
Actualmente, las técnicas in silico tienen el mejor de los potenciales para ser de gran utilidad en la predicción de los AOP. El sentido de esta utilidad se basaría en establecer, por cada AOP, un compuesto químico que tome parte en esos eventos moleculares iniciadores que desencadenan todo el proceso tóxico. Sabemos que podemos hacer esto, ya que es un hecho demostrado que ese evento iniciador es totalmente dependiente del compuesto químico que lo desencadena. Por tanto, las técnicas in silico van a poder ser usadas para predecir estos eventos iniciadores con información puramente química y sin tener que considerar las rutas moleculares biológicas del proceso. 
La habilidad de predecir en qué evento molecular iniciador va a participar la molécula de un fármaco es algo vital a la hora de hacer del descubrimiento de un nuevo fármaco un proceso eficiente. Aun así, hay que tener presente que un compuesto que consigamos asociar con un evento iniciador concreto no tiene por qué causar necesariamente toxicidad. El resto del AOP es crucial en el desarrollo de esa molécula y los efectos que tiene sobre el organismo a cada paso.
Conseguir asociar un evento iniciador a un compuesto nos da la posibilidad de compararlo con otros que tienen una toxicidad conocida a través, precisamente, de ese evento iniciador y el consecuente AOP que vamos a suponer que nuestro compuesto también seguirá. Por tanto, esta comparación nos va a permitir demostrar si un compuesto va a tener el mismo destino que aquellos a los que se parece estructuralmente.
La importante aplicación de esta posible asociación será la de saber qué cambios tendríamos que hacer en la estructura molecular de un compuesto para evitar que se desencadene una ruta de toxicidad específica, o saber cuándo hay que abandonar el desarrollo de una molécula. Todo ventajas si además consideramos el ahorro de tiempo y coste que se emplea evaluando cada compuesto nuevo que se diseña por medio de los métodos tradicionales in vivo con animales de experimentación.

### Ejemplo de aplicación en la práctica real
Cada año que pasa mueren en Europa casi 200.000 personas a consecuencia de los efectos adversos provocados por medicamentos, siete veces más que en accidentes de tráfico. Aproximadamente el 5% de las hospitalizaciones son debidas a efectos adversos y esto las convierte en la quinta causa más común de muerte en los hospitales. Teniendo en cuenta esto, parece más que oportuno valerse de herramientas, como la toxicología in silico, para solventar estas adversidades.
Y en este contexto fue como, dentro del marco del proyecto europeo eTOX desarrollado por investigadores del Instituto Hospital del Mar de Investigaciones Médicas (IMIM), la Universidad Pompeu Fabra y la empresa Chemotargets, se ha desarrollado un nuevo método computacional integrado que ejemplifica a la perfección la utilidad y aplicación real de esta técnica. Este método permite predecir los efectos adversos de fármacos, a menudo letales, de forma mucho más fiable que con los métodos computacionales tradicionales. Hasta la fecha, las herramientas computacionales que se utilizan en los procesos de desarrollo de fármacos en la industria farmacéutica se limitan a detectar fragmentos de la estructura del fármaco que sean potencialmente susceptibles de convertirse en metabolitos tóxicos a consecuencia de transformaciones metabólicas de nuestro organismo. El limitar la detección a esto hace que la toxicidad que en algunos pasa inadvertida sea detectada en etapas tan avanzadas del desarrollo como pueda ser ya estando en el mercado.
Con este nuevo método computacional, desarrollado por el equipo catalán, se va un paso más allá y además de poder detectar estos fragmentos, se integra información relacionada con el mecanismo de acción farmacológico de los compuestos, basándose en tres aspectos: la semejanza con otros fármacos, la predicción de su perfil farmacológico y la interferencia con determinadas rutas biológicas. Integrando estos cuatro métodos se permitirá mejorar la capacidad de anticipar estos efectos adversos y, por lo tanto, hacer más fiables las predicciones, lo que supone un impacto muy positivo en la sociedad en términos de seguridad de medicamentos.